# GSC7147-1780
GSC7147-1780 — хімічно пекулярна зоря спектрального класу A7, що має видиму зоряну величину в смузі V приблизно 10,5.
Вона  розташована на відстані близько 1591,0 світлових років від Сонця.

## Пекулярний хімічний склад
Зоряна атмосфера GSC7147-1780 має підвищений вміст 
Cr
.